# Ейблсківер
Ейблсківер (дан.: æbleskiver; данська вимова: [ˈeːpləˌskiːwɐ], [однина: æbleskive]) — данські закуски сферичної форми зі смаженого кляру. Назва данською мовою буквально означає «скибочки яблука», хоча зазвичай яблука не є інгредієнтом у сучасних версіях. Скоринка за консистенцією схожа на європейські млинці, але з легкою та пухкою внутрішньою частиною, схожою на йоркширський пудинг. Англійська мова зазвичай пише страву як aebleskiver, ebleskiver або ebelskiver.

## Ейблсківерна сковорідка

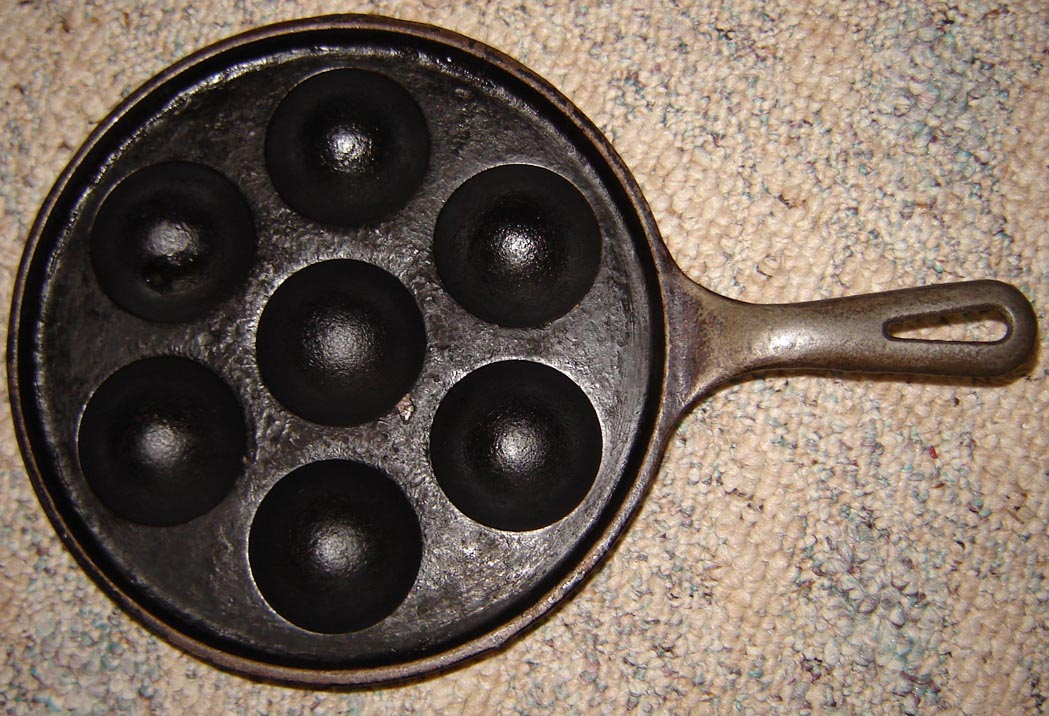
Вид зверху ейблсківерної сковорідки

Еблесківер готують на плиті за допомогою спеціальної сковороди з кількома напівсферичними поглибленнями. Посуд існує у варіантах для газових і електричних плит (останні з гладким дном). Сковороди, як правило, виготовляють із чавуну, який має підвищену теплоємність. Існують традиційні моделі з кованої мідної пластини, але сьогодні вони використовуються переважно для прикраси.

## Підготовка

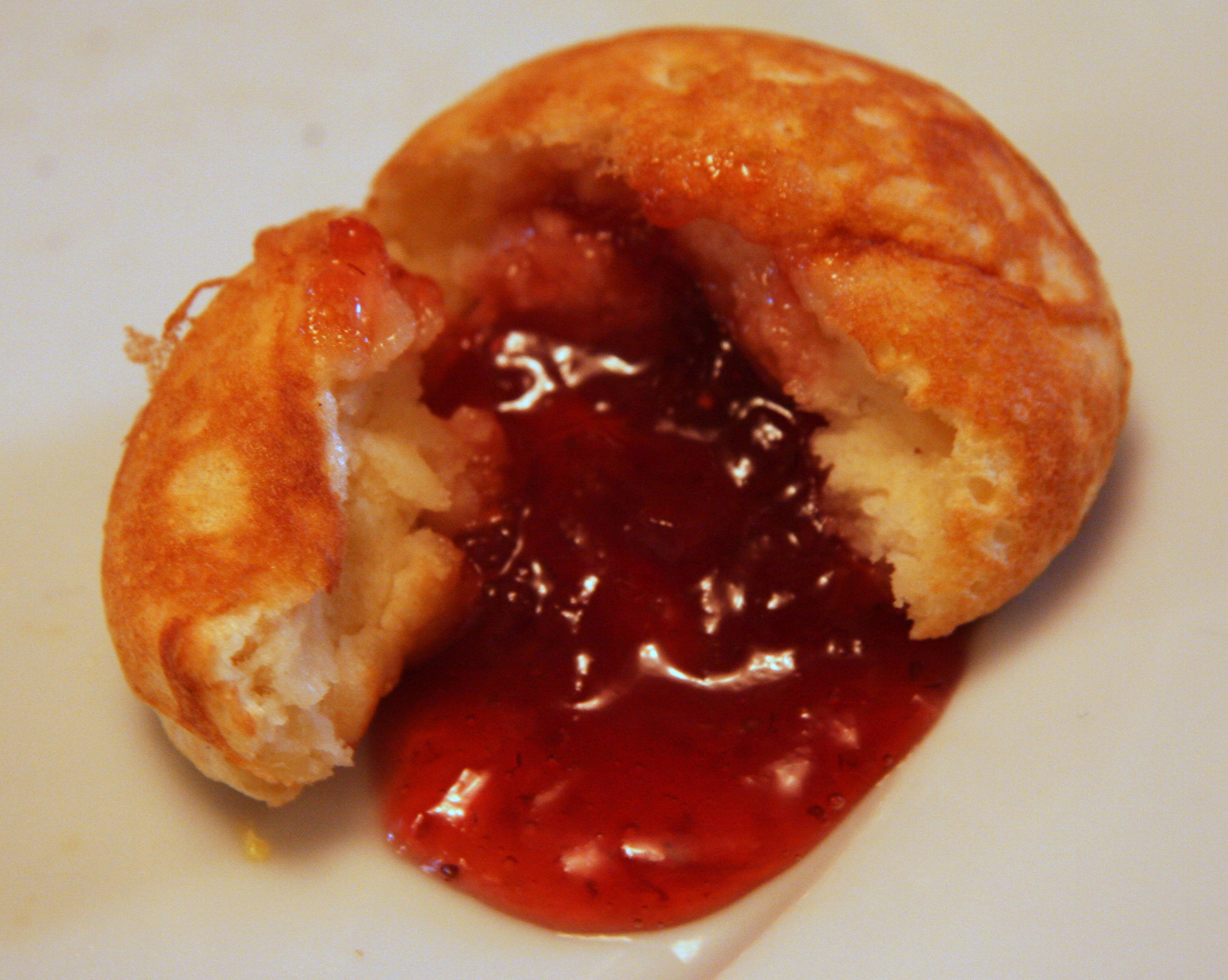
Ейблсківер з варенням

Тісто для ейблсківера зазвичай включає пшеничне борошно, яке змішують зі сколотинами, молоком або вершками, яйцями, цукром і дрібкою солі. Деякі рецепти також включають жир (зазвичай вершкове масло), кардамон і цедру лимона для покращення смаку, а також розпушувач, найчастіше пекарний порошок, але іноді дріжджі, щоб аерувати тісто.
Тісто виливають у змащені олією поглиблення. Коли ейблсківер починає готуватися, щоб надати пирогам характерну сферичну форму, їх перевертають спицею, шпажкою або виделкою. Традиційно їх готували з шматочками яблук (æble) або яблучним пюре всередині, але ці інгредієнти дуже рідко включаються в сучасні данські форми страви. Ейблсківери самі по собі не солодкі, але їх традиційно подають, змочивши їх у варенні з малини, полуниці, чорної смородини чи ожини та посипавши цукровою пудрою. Популярними начинками також є масло, кленовий сироп і збиті вершки.
Ейблсківер часто купують смаженим і замороженим у супермаркетах, а потім розігрівають у духовці вдома.

## Традиції

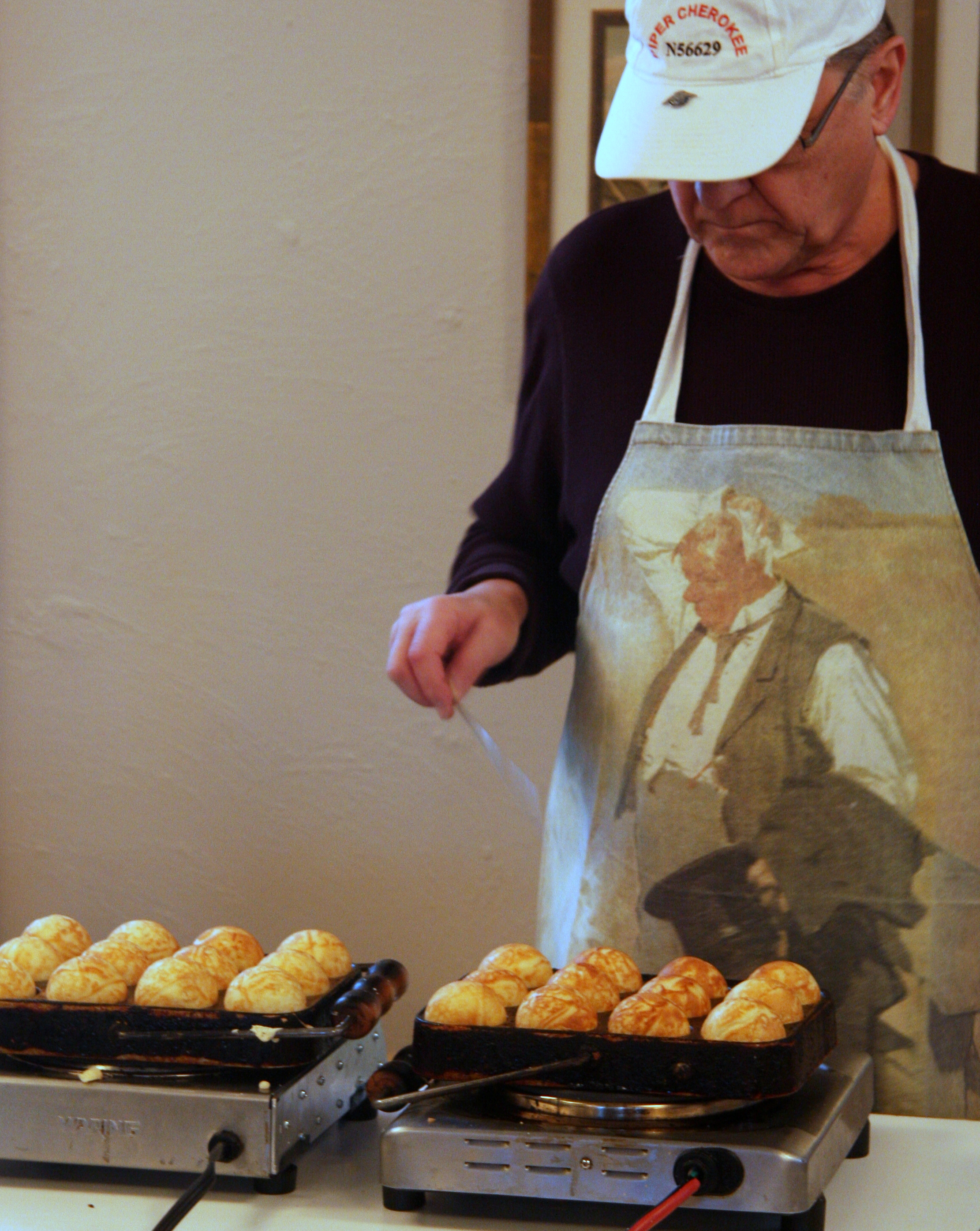
У Дансько-американському центрі в Міннеаполісі, Міннесота чоловік виготовляє ейблсківер

У Данії ейблсківер рідше зустрічаються в ресторанах, ніж на випадкових сімейних зборах. Їх також можна зустріти в продажу вуличними торговцями взимку. Традиційно їх подають з варенням і цукровою пудрою, а на тарілку кладуть по три. Традиційно їх їдять під час різдвяного сезону і часто подають із глегом (скандинавським глінтвейном). Їх часто продають на різдвяних ярмарках, благодійних ринках, заходах під відкритим небом, скаутських заходах, місцевих спортивних зборах тощо. Їх також подають на дитячі дні народження, завдяки їх популярності та простоті приготування. Добровільні асоціації отримують прибуток, готуючи їх із попередньо обсмаженої, замороженої стадії та продаючи їх, як правило, по три за раз, зі звичайними приправами.
У Північній Америці є кілька щорічних заходів, присвячених ейблсківеру і данській культурі, у церквах і музеях проводяться «Еблесківерські вечері» і подібні заходи.

## Історія

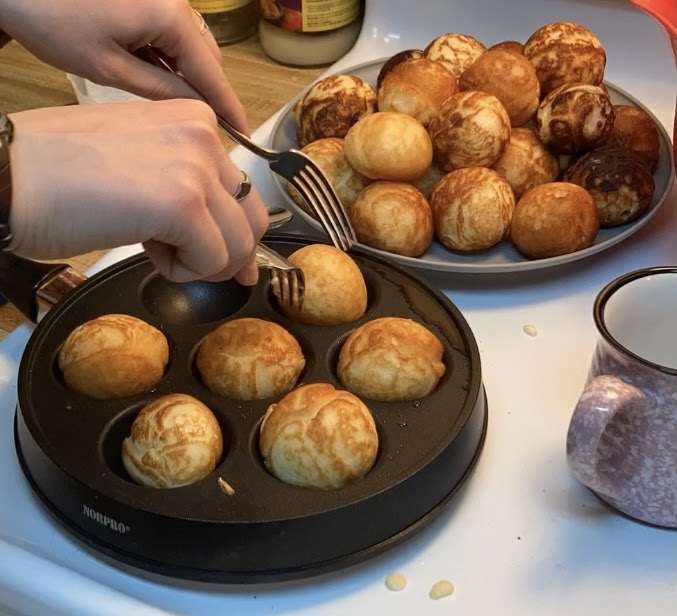
Ейблсківер, який готується вдома на плиті.

Точне походження ейблсківера невідоме. Одне з популярних припущень полягає в тому, що група вікінгів брала участь у складній битві. Повернувшись на корабель, вони захотіли приготувати їжу, схожу на млинці. Однак, оскільки у них не було звичайних каструль, вони замість цього використовували свої щити або шоломи, в результаті чого вийшов пиріг сферичної форми. 
Згідно з іншим поясненням, звичай готувати особливу страву з нарізаних яблук виник у середньовіччі, коли сирі яблука не можна було зберігати після певного терміну. Останні яблука цьогорічного врожаю нарізали скибочками, використовували для ароматизації глогу, виймали з глогу, загортали в тісто та смажили в жирі чи маслі, як берлінський пончик. Очеводно, звідси походження назви, що означає «яблучні шматочки». У XVII столітті, коли стали доступними чавунні сковорідки з напівсферичними увігнутостями, ейблсківер можна було легко готувати протягом року, а різноманітність фруктових та інших начинок розширилася.

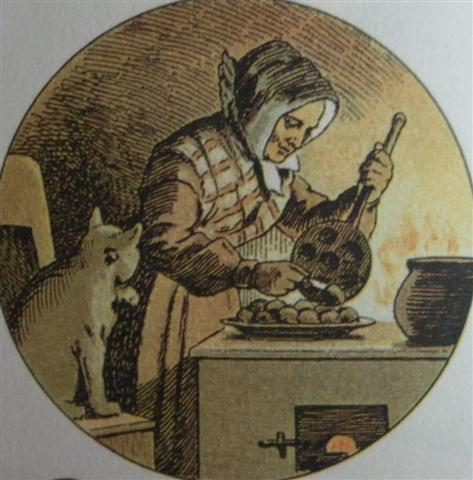
Ілюстрація з видання Peters Jul 1889 року

Вперше слово «ейблсківер» зустрічається в Peters Jul (1866), книзі святкових віршів Йохана Крона (1841—1925; син Фредеріка Крістофера Крона та брат П'єтро Крона). «Ейблсківер, наповнений яблуками», також згадується в оповіданні Ганса Крістіана Андерсена «Каліка» (Krøblingen) 1872 року.
У Сполучених Штатах сковороди для ейблсківера виробляла компанія «Griswold Manufacturing».